# جون هوبكينز هارني
جون هوبكينز هارني هو سياسي أمريكي، ولد في 20 فبراير 1806، وتوفي في 26 يناير 1868. انتخب عضو مجلس نواب كنتاكي ‏.